# Argyll Flyer
Die Argyll Flyer ist ein Fahrgastschiff der britischen Reederei CalMac Ferries. Sie wird im Fährverkehr zwischen Gourock und Dunoon eingesetzt.

## Geschichte
Das Schiff wurde unter der Baunummer 765 auf der Werft OCEA in Les Sables-d’Olonne für die irische Reederei Inis Mor Ferries gebaut. Die Fertigstellung erfolgte am 15. Juni 2001. Das Schiff kam als Queen of Aran II unter irischer Flagge in Fahrt. 2005 wurde es an die Reederei Aran Island Ferries verkauft, die das zwischen Galway und den in der Galway Bay liegenden Aran-Inseln verkehrende Schiff 2007 in Banrion Chonamara umbenannte.
2011 wurde das Schiff an die britische Reederei Argyll Ferries verkauft, die von David MacBrayne für den Betrieb der neu eingerichteten Passagier-Fährverbindung über den Firth of Clyde zwischen Gourock und Dunoon gegründet worden war. Das in Argyll Flyer umbenannte und unter die britische Flagge gebrachte Schiff wurde im Juli 2011 auf der Strecke zwischen Gourock und Dunoon in Dienst gestellt. Zur Betriebsaufnahme am 30. Juni 2011 befand es sich noch zu Umbauarbeiten in der Werft, so dass zunächst die von Clyde Cruises gecharterte Clyde Clipper auf der Fährverbindung verkehrte.
Zum 21. Januar 2019 wurde der Fährverkehr von Argyll Ferries mit dem von Caledonian MacBrayne zusammengelegt.

## Technische Daten und Ausstattung
Das Schiff wird von zwei Dieselmotoren angetrieben. Die Motoren wirken auf zwei Festpropeller. Ursprünglich bestand der Antrieb aus zwei MTU-Dieselmotoren des Typs 12V 2000 M70. Diese wurden 2022 durch zwei Volvo-Penta-Dieselmotoren des Typs D16 ersetzt. Für die Stromerzeugung stehen zwei von Onan-Dieselmotoren mit jeweils 25 kW Leistung angetriebene Generatoren zur Verfügung.
Auf dem Hauptdeck sind Aufenthaltsräume für die Passagiere eingerichtet. Auf beiden Seiten befinden sich Zugänge zum Schiff. Im hinteren Bereich befindet sich ein offener, aber überdachter Decksbereich. Am Heck ist eine herunterklappbare Rampe installiert. Das darüberliegende Oberdeck ist ein offenes Deck. Im vorderen Bereich befindet sich das Steuerhaus.
Die Kapazität des Schiffes beträgt 244 Passagiere. Für 120 Passagiere stehen in den Aufenthaltsräumen Sitzplätze zur Verfügung, weitere 30 Sitzplätze befinden sich auf dem überdachten Achterdeck. Auf dem offenen Oberdeck stehen 64 Sitzplätze zur Verfügung.